# Негош Яньюшевич
Негош Яньюшевич (серб. Његош Јањушевић; нар. 5 серпня 1996, Прієполє, ФР Югославія) — сербський футболіст, захисник українського клубу «Перемога» (Дніпро).

## Життєпис
футбольну кар'єру розпочинав у нижчих дивізіонах чемпіонату Сербії. Спочатку грав за «Помільє», а з середини жовтня 2011 по середину серпня 2012 року — за «Севойно». 14 серпня 2012 року перейшов до клубу Першої ліги Сербії «Бежанія». За першу команду не грав, натомість виступав за команду U-19. 
Потім виїхав до Словаччини, де 27 серпня 2015 року уклав договір з «Дунайською Стредою», де здебільшого виступав за другу команду. За першу команду ДАКа дебютував 14 жовтня 2015 року в переможному (3:0) виїзному поєдинку 4-го раунду кубку Словаччини проти «Странави». Негош вийшов на поле на 86-й хвилині замість Петера Штепановського. Цей матч виявився єдиним для серба в головній команді словацького клубу.
19 серпня 2016 року підписав контракт з сербським клубом «Єдинство Путеви», за який у Сербській лізі Захід зіграв 22 матчі та відзначився 1 голом. 26 липня 2017 року перейшов до клубу сербської Суперліги «Борац». В еліті сербського футболу дебютував 15 жовтня 2017 року в програному (0:1) виїзному поєдинку 13-го туру проти «Барча Паланки». Яньюшевич вийшов на поле вже на 5-й хвилині, замінивши Милоша Перишича. Проте після цього за першу команду більше не грав. На початку січня 2018 року відправився у піврічну оренду до клубу Сербської ліги Захід «Полет» (Любич). До літа 2018 року зіграв 14 матчів у третьому за силою дивізіоні сербського чемпіонату. потім повернувся у «Борац», який за підсумками сезону 2017/18 років вилетів до Першої ліги. Єдиним голом за «Борац» відзначився 26 вересня 2018 року на 80-й хвилині переможного (3:0) виїзного поєдинку першого раунду кубку Сербії проти ужицької «Слободи». Негош вийшов на поле в стартовому складі та відіграв увесь матч. У сезоні 2018/19 років зіграв 31 матч у Першій лізі, а також провів 2 поєдинки (1 гол) у кубку Сербії.
На початку лютого 2020 року вільним агентом перейшов у «Борчу», але так і не встиг зіграти жодного офіційного матчу за команду, й у середині липня того ж року залишив клуб. 18 липня 2020 року уклав договір з «Лозницею». За нову команду дебютував 15 серпня 2020 року в переможному (4:1) домашньому поєдинку 1-го туру Першої ліги проти «Колубари». Негош вийшов на поле в стартовому складі та відіграв увесь матч, а на 19-й хвилині отримав жовту картку. Єдиним голом за «Лозницю» відзначився 25 березня 2021 року на 69-й хвилині переможного (7:0) домашнього поєдинку 23-го туру проти «Дубочиці». Яньюшевич вийшов на поле на 61-й хвилині, замінивши Лазара Івича. У команді віліграв 1 сезон, за цей час у Першій лізі Сербії провів 28 матчів та відзначився 1 голом.
Наприкінці липня 2021 року став гравцем «Златибора». У футболці чаєтинського клубу дебютував 8 серпня 2021 року в програному (0:1) домашньому поєдинку 1-го туру Першої ліги Сербії проти заєчаського «Тимока». Негош вийшов на поле в стартовому складі та відіграв увесь матч, а на 16-й хвилині отримав жовту картку. У першій половині сезону 2020/21 років зіграв 19 матчів у Першій лізі Сербії та 1 поєдинок у кубку країни.
На початку лютого 2022 року прибув на перегляд у «Перемогу», за результатами якого 11 лютого 2022 року клуб уклав договір з сербським легіонером.

## Статистика виступів

### Клубна
Станом на 22 квітня 2019
| Клуб                     | Сезон             | Ліга                | Ліга  | Ліга | Кубок | Кубок | Єврокубки | Єврокубки | Інші  | Інші | Загалом | Загалом |
| Клуб                     | Сезон             | Дивізіон            | Матчі | Голи | Матчі | Голи  | Матчі     | Голи      | Матчі | Голи | Матчі   | Голи    |
| ------------------------ | ----------------- | ------------------- | ----- | ---- | ----- | ----- | --------- | --------- | ----- | ---- | ------- | ------- |
| «Бежанія»                | 2014–15           | Перша ліга Сербії   | 0     | 0    | 0     | 0     | —         | —         | —     | —    | 0       | 0       |
| «Дунайська Стреда»       | 2015–16           | Словацька Суперліга | 0     | 0    | 1     | 0     | —         | —         | —     | —    | 1       | 0       |
| «Єдинство Путеви»        | 2016–17           | Сербська ліга Захід | 22    | 1    | —     | —     | —         | —         | —     | —    | 22      | 1       |
| «Полет» (Любич) (оренда) | 2017–18           | Сербська ліга Захід | 14    | 0    | —     | —     | —         | —         | —     | —    | 14      | 0       |
| «Борац» (Чачак)          | 2017–18           | Суперліга Сербії    | 1     | 0    | 0     | 0     | —         | —         | —     | —    | 1       | 0       |
| «Борац» (Чачак)          | 2018–19           | Перша ліга Сербії   | 31    | 0    | 2     | 1     | —         | —         | —     | —    | 33      | 1       |
| «Борац» (Чачак)          | Загалом           | Загалом             | 32    | 0    | 2     | 1     | —         | —         | —     | —    | 34      | 1       |
| Усього за кар'єру        | Усього за кар'єру | Усього за кар'єру   | 68    | 1    | 3     | 1     | —         | —         | —     | —    | 71      | 2       |